# Finale FIFA Confederations Cup 1992
De FIFA Confederations Cupfinale van 1992 was de eerste finale van de FIFA Confederations Cup, ook wel het Koning Fahd Toernooi genoemd. De wedstrijd werd gespeeld op 20 oktober 1992 in het Koning Fahdstadion in Riyad. Argentinië, winnaar van de Copa América 1991, nam op tegen gastland Saoedi-Arabië, winnaar van de Azië Cup 1988. De Zuid-Amerikanen wonnen met 1-3.

## Wedstrijdverslag
Na iets meer dan een kwartier rolden Diego Simeone en Leonardo Rodríguez het Saoedi-Arabische middenveld op. Na enkele een-tweetjes met Simeone kreeg Rodríguez van aan de rand van het strafschopgebied een schietkans. De middenvelder plaatste de bal hard in de benedenhoek: 0-1. Niet veel later diepte Claudio Caniggia de score uit. Een voorzet vanop de rechterflank bereikte de ongedekte spits, die de kans afwerkte met een schuiver.
Na iets meer dan een uur spelen zette Gabriel Batistuta zich op de rechterflank door. Zijn voorzet werd slecht weggewerkt en belandde opnieuw in zijn voeten. De Argentijnse spits van Fiorentina probeerde het ditmaal zelf, maar zag zijn hard schot op de paal uiteenspatten. In de rebound knalde Simeone de bal via de lat in doel: 0-3. Een minuut later zorgde Saeed Owairan voor de Saoedi-Arabische eerredder. Zijn makkelijk houdbaar afstandsschot verdween dankzij een fout van doelman Sergio Goycochea toch in doel.

### Wedstrijdinfo
|                 |               |       |                                        |                                                                                          |
| 20 oktober 1992 | Saoedi-Arabië | 1 – 3 | Argentinië                             | Koning Fahdstadion, Riyad Toeschouwers: 75.000 Scheidsrechter: Lim Kee Chong (Mauritius) |
| 20 oktober 1992 | Owairan 65'   |       | 18' Rodríguez 24' Caniggia 64' Simeone | Koning Fahdstadion, Riyad Toeschouwers: 75.000 Scheidsrechter: Lim Kee Chong (Mauritius) |

| Saoedi-Arabië | Argentinië |

| Saoedi-Arabië:  |    |                      |     |
|                 |    |                      |     |
| GK              | 1  | Saud Al-Otaibi       |     |
| CB              | 2  | Abdullah Al-Dosari   |     |
| CB              | 4  | Salem Al-Alawi       |     |
| CB              | 3  | Abdulrahman Al-Roomi |     |
| DM              | 6  | Fuad Amin            | 47' |
| RM              | 5  | Mohammed Al-Khilaiwi |     |
| CM              | 8  | Fahad Al-Bishi       | 67' |
| CM              | 14 | Khalid Al-Muwallid   |     |
| LM              | 16 | Khaled Al-Hazaa      |     |
| CF              | 7  | Saeed Owairan        |     |
| CF              | 10 | Sami Al-Jaber        | 46' |
| Wisselspelers:  |    |                      |     |
| FW              | 11 | Fahad Al-Mehallel    | 46' |
| MF              | 17 | Abdul Al-Rozan       | 67' |
| Coach:          |    |                      |     |
| Caldinho Garcia |    |                      |     |

| Argentinië:    |    |                     |     |
|                |    |                     |     |
| GK             | 1  | Sergio Goycochea    |     |
| RB             | 4  | Fabian Basualdo     | 62' |
| CB             | 2  | Sergio Vázquez      |     |
| CB             | 6  | Oscar Ruggeri       |     |
| LB             | 3  | Ricardo Altamirano  |     |
| RM             | 8  | José Luis Villareal | 81' |
| CM             | 5  | Fernando Redondo    |     |
| CM             | 10 | Diego Simeone       | 28' |
| LM             | 20 | Leonardo Rodríguez  | 73' |
| CF             | 7  | Claudio Caniggia    |     |
| CF             | 9  | Gabriel Batistuta   |     |
| Wisselspelers: |    |                     |     |
| FW             | 14 | Alberto Acosta      | 73' |
| MF             | 11 | Diego Cagna         | 81' |
| Coach:         |    |                     |     |
| Alfio Basile   |    |                     |     |

| Assistent-scheidsrechters: Rodrigo Badilla Jamal Al Sharif |

AUF · A-internationals · Selecties · Bondscoaches · Argentijns vrouwenelftal · Olympisch elftal · Argentinië U21 · Argentinië U20 · Argentinië U19 · Argentinië U18 · Argentinië U17
1900 – 1909 ·
1910 – 1919 ·
1920 – 1929 ·
1930 – 1939 ·
1940 – 1949 ·
1950 – 1959 ·
1960 – 1969 ·
1970 – 1979 ·
1980 – 1989 ·
1990 – 1999 ·
2000 – 2009 ·
2010 – 2019 ·
2020 − 2029
WK 1930 · 
WK 1934 · 
WK 1958 · 
WK 1962 · 
WK 1966 · 
WK 1974 · 
WK 1978 · 
WK 1982 · 
WK 1986 · 
WK 1990 · 
WK 1994 · 
WK 1998 · 
WK 2002 · 
WK 2006 · 
WK 2010 · 
WK 2014 · 
WK 2018 ·
WK 2022
OS 1928 · 
OS 1988 · 
OS 1996 · 
OS 2004 · 
OS 2008 · 
OS 2016 · 
OS 2020
1902 · 
1903 · 
1904 · 
1905 · 
1906 · 
1907 · 
1908 · 
1909 ·
1910 · 
1911 · 
1912 · 
1913 · 
1914 · 
1915 · 
1916 · 
1917 · 
1918 · 
1919 ·
1920 · 
1921 · 
1922 · 
1923 · 
1924 · 
1925 · 
1926 · 
1927 · 
1928 · 
1929 ·
1930 · 
1931 · 
1932 · 
1933 · 
1934 · 
1935 · 
1936 · 
1937 · 
1938 · 
1939 ·
1940 · 
1941 · 
1942 · 
1943 · 
1944 · 
1945 · 
1946 · 
1947 · 
1948 · 1949 · 
1950 · 
1951 · 
1952 · 
1953 · 
1954 · 
1955 · 
1956 · 
1957 · 
1958 · 
1959 ·
1960 · 
1961 · 
1962 · 
1963 · 
1964 · 
1965 · 
1966 · 
1967 · 
1968 · 
1969 ·
1970 · 
1971 · 
1972 · 
1973 · 
1974 · 
1975 · 
1976 · 
1977 · 
1978 · 
1979 ·
1980 · 
1981 · 
1982 · 
1983 · 
1984 · 
1985 · 
1986 · 
1987 · 
1988 · 
1989 ·
1990 ·
1991 · 
1992 · 
1993 · 
1994 · 
1995 · 
1996 · 
1997 · 
1998 · 
1999 · 
2000 · 
2001 · 
2002 · 
2003 · 
2004 · 
2005 · 
2006 · 
2007 · 
2008 · 
2009 · 
2010 · 
2011 · 
2012 · 
2013 · 
2014 ·
2015 ·
2016 ·
2017 ·
2018 ·
2019 ·
2020 ·
2021 ·
2022 ·
2023
Albanië ·
Algerije ·
Angola ·
Australië ·
België ·
Bolivia ·
Bosnië en Herzegovina · 
Brazilië ·
Bulgarije ·
Canada ·
Chili ·
China ·
Colombia ·
Costa Rica · 
Curaçao ·
Denemarken ·
DDR ·
Duitsland ·
Ecuador ·
Egypte ·
El Salvador ·
Engeland ·
Estland ·
Frankrijk ·
Ghana ·
Griekenland ·
Guatemala ·
Haïti ·
Honduras ·
Hongarije ·
Hongkong ·
Ierland ·
IJsland ·
India ·
Indonesië ·
Irak ·
Iran ·
Israël ·
Italië ·
Ivoorkust ·
Jamaica ·
Japan ·
Joegoslavië ·
Kameroen ·
Kroatië ·
Libië ·
Litouwen · 
Marokko ·
Mexico ·
Nederland ·
Nicaragua ·
Nigeria ·
Noord-Ierland ·
Noorwegen ·
Oostenrijk ·
Panama ·
Paraguay ·
Peru ·
Polen ·
Portugal · 
Qatar ·
Roemenië ·
Rusland · 
Saoedi-Arabië · 
Schotland ·
Servië en Montenegro ·
Singapore ·
Slovenië ·
Slowakije ·
Sovjet-Unie ·
Spanje ·
Trinidad en Tobago ·
Tsjecho-Slowakije ·
Tunesië ·
Uruguay ·
Venezuela ·
Verenigde Arabische Emiraten ·
Verenigde Staten ·
Wales ·
Wit-Rusland · 
Zuid-Afrika ·
Zuid-Korea ·
Zweden ·
Zwitserland
Australië (2022) ·
België (2014) ·
Bosnië en Herzegovina (2014) ·
Brazilië (1982) ·
Brazilië (2005) ·
Denemarken (1995) ·
Duitsland (2006) ·
Duitsland (2014) ·
Frankrijk (2018) ·
Frankrijk (2022) ·
IJsland (2018) ·
Iran (2014) ·
Italië (1982) ·
Ivoorkust (2006) ·
Kroatië (2018) ·
Kroatië (2022) ·
Mexico (2006) ·
Nederland (1978) ·
Nederland (2006) ·
Nederland (2014) ·
Nederland (2022) ·
Nigeria (2010) ·
Nigeria (2014) ·
Nigeria (2018) ·
Saoedi-Arabië (1992) ·
Saoedi-Arabië (2022) · 
Servië en Montenegro (2006) ·
West-Duitsland (1986) · West-Duitsland (1990) ·
Zwitserland (2014)
SAFF · A-internationals · Selecties · Bondscoaches · Statistieken · Saoedi-Arabisch vrouwenelftal · Saoedi-Arabië U21 · Saoedi-Arabië U20 · Saoedi-Arabië U19 · Saoedi-Arabië U18 · Saoedi-Arabië U17
1950 – 1959 · 
1960 – 1969 · 
1970 – 1979 · 
1980 – 1989 · 
1990 – 1999 · 
2000 – 2009 · 
2010 – 2019 ·
2020 − 2029
WK 1994 · 
WK 1998 · 
WK 2002 · 
WK 2006 · 
WK 2018
OS 1984 · 
OS 1996 · 
OS 2020
1957 · 
1958 · 1959 · 1960 · 
1961 · 
1962 · 
1963 · 
1964 · 1965 · 1966 · 
1967 · 
1968 · 
1969 · 
1970 · 
1971 · 
1972 · 
1973 · 
1974 · 
1975 · 
1976 · 
1977 · 
1978 · 
1979 · 
1980 · 
1981 · 
1982 · 
1983 · 
1984 · 
1985 · 
1986 · 
1987 · 
1988 · 
1989 · 
1990 · 
1991 · 
1992 · 
1993 · 
1994 · 
1995 · 
1996 · 
1997 · 
1998 · 
1999 · 
2000 · 
2001 · 
2002 · 
2003 · 
2004 · 
2005 · 
2006 · 
2007 · 
2008 · 
2009 · 
2010 · 
2011 · 
2012 · 
2013 ·
2014 ·
2015 ·
2016 ·
2017 ·
2018 ·
2019 ·
2020 ·
2021 ·
2022 ·
2023
Afghanistan · 
Albanië ·
Algerije · 
Angola · 
Argentinië · 
Australië · 
Azerbeidzjan · 
Bahrein · 
Bangladesh · 
België · 
Bhutan · 
Bolivia · 
Brazilië · 
Bulgarije · 
Cambodja ·
Canada · 
Chili · 
China · 
Colombia ·
Congo-Brazzaville · 
Congo-Kinshasa · 
Costa Rica · 
Cyprus · 
Denemarken · 
Duitsland · 
Ecuador ·
Egypte · 
Engeland · 
Equatoriaal-Guinea ·
Estland · 
Finland · 
Frankrijk · 
Gabon · 
Gambia ·
Georgië · 
Ghana · 
Griekenland ·
Honduras · 
Hongarije · 
Hongkong · 
Ierland · 
IJsland · 
India · 
Indonesië · 
Irak · 
Iran · 
Italië ·
Jamaica · 
Japan · 
Jemen · 
Jordanië · 
Kameroen · 
Kazachstan · 
Kirgizië · 
Koeweit · 
Kroatië ·
Laos ·
Letland ·
Libanon · 
Libië · 
Liechtenstein · 
Litouwen ·
Luxemburg · 
Macau ·  
Maleisië · 
Mali · 
Marokko · 
Mauritanië · 
Mexico · 
Moldavië ·
Mongolië · 
Namibië · 
Nederland · 
Nepal · 
Nieuw-Zeeland · 
Nigeria · 
Noord-Korea ·
Noord-Macedonië ·
Noorwegen ·
Oeganda · 
Oekraïne · 
Oezbekistan · 
Oman · 
Oost-Timor ·
Pakistan ·
Palestina · 
Panama ·
Paraguay · 
Peru ·
Polen · 
Portugal · 
Qatar · 
Rusland · 
Schotland · 
Senegal · 
Singapore · 
Slovenië · 
Slowakije · 
Soedan · 
Spanje · 
Sri Lanka · 
Syrië · 
Tadzjikistan · 
Taiwan · 
Tanzania · 
Thailand · 
Togo · 
Trinidad en Tobago · 
Tsjechië · 
Tunesië · 
Turkije · 
Turkmenistan · 
Uruguay · 
Venezuela · 
Verenigde Arabische Emiraten · 
Verenigde Staten · 
Vietnam · 
Wales · 
Wit-Rusland · 
Zambia ·
Zimbabwe ·
Zuid-Afrika · 
Zuid-Jemen · 
Zuid-Korea · 
Zweden
Argentinië (1992) · 
Argentinië (2022) · 
Egypte (2018) · 
Oekraïne (2006) · 
Rusland (2018) ·
Spanje (2006) ·
Tunesië (2006) ·
Uruguay (2018)